# Шемордан (станция)
Шемордан — железнодорожная станция Казанского отделения Горьковской железной дороги. Расположена на территории Сабинского района Республики Татарстан, в селе Шемордан.

## Дальнее Сообщение
| \| № поезда \| \| -------- \| | Маршрут движения      |
| ----------------------------- | --------------------- |
| 367                           | Киров — Кисловодск    |
| 325Е                          | Пермь — Новороссийск  |
| 112                           | Москва — Круглое Поле |
| 368                           | Кисловодск — Киров    |
| 326С                          | Новороссийск — Пермь  |
| № поезда                      |                       |

## История
Станция появилась со строительством железнодорожной линии Казань—Екатеринбург в 1914 г.-1917 г. Первым строением на расчищенном участке леса была будка путевого обходчика Патрикеева. В работе помогали крестьяне из окрестных сел и деревень. Лесорубы и рабочие жили в палатках, тут же кипятили чай на костре и варили еду. Многие затем построили здесь дома и стали первыми жителями поселка (Грибовы, Гарифуллины, Савельевы).
Строительство железной дороги пришлось на трудные военные годы первой мировой войны. По свидетельствам очевидцев, в Шемордане ее помогали строить военнопленные из Австрии. Они занимались тяжелой работой: расчищали лесные просеки, делали насыпь, укладывали шпалы и рельсы, рубили срубы казарм и будок. Особенно трудным был участок через овраги рядом с Кырбашем.

## Инфраструктура
Станция расположена между станцией Иштуган и о.п. Миндюш. Есть подъездной путь на элеватор. В 1984 году станция была электрифицирована переменным током в составе участка Агрыз — Шемордан. Находится 892 километре южного хода Транссибирской магистрали.